# Blossia spinicornis
Blossia spinicornis är en spindeldjursart som beskrevs av Lawrence 1928. Blossia spinicornis ingår i släktet Blossia och familjen Daesiidae. Inga underarter finns listade.